# Санкт-Петер-ам-Оттерсбах
Санкт-Петер-ам-Оттерсбах (нем. Sankt Peter am Ottersbach) — ярмарочная коммуна (нем. Marktgemeinde) в Австрии, в федеральной земле Штирия.
Входит в состав округа Зюдостштайермарк. Население составляет 2281 человек (на 31 декабря 2005 года). Занимает площадь 3.548 км². Официальный код — 61516.

## Политическая ситуация
Бургомистр коммуны — Франц Тусволь (АНП) по результатам выборов 2005 года.
Совет представителей коммуны (нем. Gemeinderat) состоит из 15 мест.
- АНП занимает 7 мест.
- СДПА занимает 2 места.
- АПС занимает 2 места.
- Независимые — 4 места.